# Московка (Тісульський округ)
Моско́вка (рос. Московка) — селище у складі Тісульського округу Кемеровської області, Росія.

## Населення
Населення — 108 осіб (2010; 182 у 2002).
Національний склад (станом на 2002 рік):
- росіяни — 92 %